# Condado de Selva Florida
El condado de Selva Florida es un título nobiliario español creado en 1699 por el rey Carlos II en favor de Manuel Ponce de León y Castillejo, alcalde de Quito, tras haberlo solicitado en 1695 y pagar una suma de 22 000 pesos por la merced real.

## Condes de Selva Florida
|                         | Titular                                     | Periodo                 |
| Creación por Carlos III | Creación por Carlos III                     | Creación por Carlos III |
| ----------------------- | ------------------------------------------- | ----------------------- |
| I                       | Manuel Ponce de León Castillejo y Escobar   | 1699-¿?                 |
| II                      | Diego Ponce de León y Peñalosa              | ¿?-¿?                   |
| III                     | Juan Ponce de León y Castillejo             | ¿?-¿?                   |
| IV                      | Micaela Ponce de León y Pérez de Villarroel | ¿?-1776                 |
| V                       | Ignacio Guerrero y Ponce de León            | ¿?-¿?                   |
| VI                      | Juan José Guerrero y Matheu                 | ¿?-1836                 |
| Título caducado         |                                             |                         |

## Historia de los condes de Selva Florida
- Manuel Ponce de León Castillejo y Escobar (n. Quito, 1644), I conde de Selva Florida, alcalde ordinario de Quito desde el 1 de enero de 1701,[2] maestre de campo.[3]

Casó con María Josefa de Peñalosa Orozco y Guzmán. Le sucedió su hijo:
- Diego Ponce de León y Peñalosa, II conde de Selva Florida, capitán de milicias.[3]

Casó con María Antonia Pérez de Villarroel. Fallecido sin descendientes directos, le sucedió su tío:
- Juan Ponce de León y Castillejo (n. Quito, 1680), III conde de Selva Florida, maestre de campo en 1735.[3]

Casó, en primeras nupcias, con María Ambrosia Pérez de Villarroel y Vallejo, y, en segundas, con Ignacia Villandrado. Le sucedió, del primer matrimonio, su hija:
- Micaela Ponce de León y Pérez de Villarroel (m. Quito, 1776), IV condesa de Selva Florida.[3]

Casó con José Pérez Guerrero y Peñalosa, alcalde de Quito en 1716. Por la muerte de su hijo mayor Manuel Guerrero y Ponce de León, que fue maestre campo de Quito (1762 y 1768), alcalde ordinario del segundo y primer voto de la misma ciudad (1762 y 1763, respectivamente), teniente coronel etc., le sucedió su otro hijo:
- Ignacio Guerrero y Ponce de León (baut. 11 de noviembre de 1723), V conde de Selva Florida, capitán en 1765 y 1771 y maestre de campo en 1765.[3]

Casó con María Josefa Matheu y Aranda, hija de los marqueses de Maenza. Le sucedió su hijo:
- Juan José Guerrero y Matheu (Quito, 23 de junio de 1765-10 de diciembre de 1836), VI conde de Selva Florida, XII conde de Puñonrostro con grandeza de España de primera clase (por sentencia del Consejo de Castilla en 1802), corregidor de Otavalo (1791 y 1794), capitán de infantería de milicias y portaestandarte de una de las planas mayores de las milicias quiteñas (antes de 1799), alcalde ordinario del primer voto de Quito (1805, 1810, 1812, 1815), regidor perpetuo y fiel ejecutor del cabildo de Quito (1801 y 1820), alcalde de aguas (1810 y 1817), director de la escuela de La Concordia, presidente de la Primera Junta de Gobierno Autónoma de Quito en 1809.[3]

Casó el 5 de agosto de 1818, en Quito, con Juana Dávalos y Borrero, hija de Fernando Dávalos y González y Baltazara Francisca Borrero y Pontó. De este enlace nació una hija:
Joaquina Guerrero y Dávalos, que casó con Juan Caamaño y Arteta y tuvo a:
Dolores Caamaño y Guerrero, que por su apellido materno tenía el primer derecho de sucesión al condado de Selva Florida y contrajo matrimonio con Emilio Gangotena y Posse, hijo de Miguel Gangotena y Tinajero y Juana Posse y Romero de Tejada.